# Topografija
Topografija je zemljopisni pojam, koji se bavi opisivanjem i proučavanjem Zemljinih površinskih elemenata, fizičkogeografskih karakteristika, kao visina i nagib. 
Razumijevanje topografije je važno za mnogo znanosti i djelatnosti. Tako je u prostornom uređenju, agrikulturi i hidrologiji potrebno radi određivanja razvodnica, označavanje vodnih tokova i označavanja vodnih površina. Tako je topografija važan izvor podataka za razumijevanje. Topografska istraživanja se koriste i u arhitekturi i crtanju različite infrastrukture, kao npr. prometna. Usto, topografija ima izuzetnu važnost u arheološkim istraživanjima, od trenutka određivanja mjesta sondažnih kopova, do određivanja visine pojedinih slojeva.
Dogovoreni simboli za pojedine objekte i društveni inventar nazivaju se kartografski ili topografski znakovi.